# Dumbarton (Nuevo Brunswick)
Dumbarton es una parroquia canadiense situada en la provincia de Nuevo Brunswick.

## Superficie
Dumbarton tiene una superficie de 373,2 km².

## Demografía
En 2021, tenía 346 habitantes, una densidad poblacional de 0,9 hab./km², y 182 viviendas.